# NGC 6122
NGC 6122 (другие обозначения — MCG 6-36-32, NPM1G +37.0511, PGC 57858) — линзообразная галактика (S0) в созвездии Северная Корона.
Этот объект входит в число перечисленных в оригинальной редакции «Нового общего каталога».
В галактике вспыхнула сверхновая SN 2003ge типа Ia, её пиковая видимая звездная величина составила 17,8.